# 目地

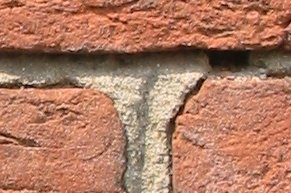
レンガの間に目地（目地材）として埋め込まれたモルタル

目地（めじ、めち、joint; masonry joint）とは、建築物や土木構造物において、少し間隔を空けた部材間の隙間・継ぎ目の部分。とくに、組積みする石・煉瓦（レンガ）・コンクリートブロックの継ぎ目、あるいは仕上に貼るタイルの継ぎ目を指す。目地に充填される建築材料のことを目地材・目地剤または単に目地ともいう。

## 概要
本来は、組積造における石積みや煉瓦積みの部材の接合部を意味する。同様に部材を組み合わせる場合でも木や瓦等の場合は用いない。木同士の場合基本的に隙間は無く、瓦の場合隙間が大きすぎるからだと考えられる。このように、ある範囲の寸法の隙間が生じる場合「目地」と呼ばれている。目地には何かが充填される場合と空隙のままの場合がある。目地は凹形（逆覆輪目地）か平が多いが、「出目地（でめじ）」と呼ばれる凸形の目地（覆輪目地や山型目地）もある。目地は機能的意味合いのみでなく、意匠的にも意味を持つ。どの位置に目地を設けるかという「目地割り（めじわり）」は重要な設計行為である。

## 伝統建築の目地
日本の古い城郭・寺院等の石垣の表面は基本的に石のみによって構成され、目地は隙間のままであることが多い。城壁のような場合、煉瓦等で構造体をつくり、漆喰で仕上げをする。この場合の煉瓦の目地は充填されるが、仕上げで隠れて見えない。日本の伝統的建築物にはそれ以外の目地らしいものは見当たらない。
西洋の組積造（そせきぞう）建築の場合基本的に目地はモルタルなどで充填される。これは、建築物の外壁を石や煉瓦の組積造としたため、風雨が建築物に浸入しないようにするための措置である。
アジアにも組積造の建築物は多数あるが、目地に関しては詳細不明。
南アメリカのインカ帝国の石積みの技術は極めて優秀であり、石の間にほとんど隙間が無かったという。

## 現代の目地
目地に関しては、外装（建物外部の仕上げ）と内装（建物内部の仕上げ）とで意味合いが異なってくる。
外装の場合
風雨の浸入を防ぐためにも隙間があってはならない。石・煉瓦・タイルの場合はモルタルを目地とするのが普通だが、経年変形を吸収するために「シーリング」と呼ばれる弾力性のある合成樹脂を充填することが多い。近年、外壁などを2重壁にして外側の目地を充填しないやり方もある。
金属・ガラスなど硬質材
目地も同様にシーリングを用いる。
コンクリートの場合
目地状の溝を掘りシーリングを充填しておくことで、経年変化で伸縮した際にできる亀裂はシーリング処理された溝の底に誘発される。これを「クラック誘発目地」という。
コンクリートの熱膨張や地震などの外力を逃がすために、一定単位ごとに切り離して設置する物は「伸縮目地」もしくは「エキスパンションジョイント」という。
モルタル・漆喰など乾燥後硬化し弾力性を持たない材料
コンクリート同様亀裂を誘発させる目地を設ける。

内装の場合
風雨のような条件が無いが、躯体は伸縮するためシーリングが併用されることもある。
機能的には必要ないが、意匠的な意味で付けられる目地は「化粧目地」という。

## おもな目地材・目地剤
- 漆喰
- セメント
- モルタル
- シーリング